# Carlos Gálviz
Carlos Johan Gálviz García (n. 27 de outubro de 1989 em Santa Ana do Táchira), é um ciclista profissional venezuelano que corre na equipa profissional continental italiano, Androni Giocattoli-Sidermec.

## Biografia
Aos 16 anos esteve na equipa juvenil de Loteria do Táchira, ao ano seguinte passou a formar as filas d equip Prefeitura de Páez, onde permaneceu até os 19 anos, equipa que deveu abandonar por um problema numa de seus joelhos. 
Passou ao clube Gobernación do Zulia, que cobriu as despesas da intervenção Cirúrgica e depois de se recuperar esteve ali por uma temporada, até que regressou à equipa de Loteria do Táchira em 2010. Duplo campeão nacional contrarrelógio na categoria sub-23, em 2010 ganhou uma etapa da Volta a Guatemala finalizando 4º é dita concorrência e foi líder da Volta a Bolívia durante 4 etapas finalizando em 2ª posição na geral.
Em 2011 passou à equipa profissional Continental Movistar Team Continental onde esteve dois anos. Em 2013 se recalificou amador ainda que voltou ao profissionalismo no 2014 com a equipa paraguaia Start-Trigon Cycling Team, equipa no que permaneceu até fevereiro, para depois alinhar pela equipa italiana Androni Giocattoli-Venezuela.
Em 8 de janeiro de 2016 informou-se que deu positivo por EPO num controle antidoping na Volta a Costa Rica.

## Palmarés
2010
- 3º no Campeonato da Venezuela Contrarrelógio
- 1 etapa da Volta a Guatemala

2012
- 3º no Campeonato da Venezuela Contrarrelógio

2013
- 2º no Campeonato da Venezuela Contrarrelógio

2014
- 1 etapa da Voltada Independência Nacional
- Campeonato da Venezuela Contrarrelógio
- 1 etapa da Volta a Venezuela

2015
- 1 etapa da Volta ao Táchira